# Дербентский округ
Дербентский округ — административно-территориальная единица Дагестанской АССР, существовавшая в 1952—1953 годах. Административный центр — город Дербент.
Округ был образован 25 июня 1952 года, когда вся территория Дагестанской АССР была разделена на 4 округа. Граничил с Буйнакским и Избербашским округами Дагестанской АССР, а также с Азербайджанской ССР.
Делился на 10 районов и 1 город окружного подчинения:
- Агульский— с. Тпиг
- Ахтынский — с. Ахты
- Дербентский — г. Дербент
- Докузпаринский — с. Усухчай
- Касумкентский — с. Касумкент
- Курахский — с. Курах
- Магарамкентский— с. Магарамкент
- Рутульский — с. Рутул
- Табасаранский — с. Хучни
- Хивский — с. Хив
- город Дербент

24 апреля 1953 года все округа Дагестанской АССР были упразднены.